# Ministrowie spraw zagranicznych Południowej Afryki
Ministrowie spraw zagranicznych Republiki Południowej Afryki (af. Minister van Buitelandse Sake, en. Minister of Foreign Affairs)

## Lista ministrów
- 1927–1939: Barry Hertzog
- 1939–1948: Jan Smuts
- 1948–1954: Daniel F. Malan
- 1954–1955: Johannes Strydom
- 1955–1964: Eric Louw
- 1964–1977: Hilgard Muller
- 1977–1994: Roelof Botha
- 1994–1999: Alfred Baphethuxolo Nzo
- 1999–2009: Nkosazana Dlamini-Zuma
- 2009–2018: Maite Nkoana-Mashabane
- 2018–2019: Lindiwe Sisulu
- 2019–2024: Naledi Pandor
- od 2024: Ronald Lamola